# Kazimierz Szczerba
Kazimierz Wiesław Szczerba (Ciężkowice, 4 marzo 1954) è un ex pugile polacco.

## Palmarès

### Olimpiadi
- 2 medaglie:
  - 2 bronzi (Montréal 1976 nei pesi superleggeri; Mosca 1980 nei pesi welter)